# Ilse Twardowski-Conrat
Ilse Beatrix Amalia von Twardowski-Conrat, più comunemente nota come Ilse Twardowski-Conrat (Vienna, 20 gennaio 1880 – Monaco di Baviera, 9 agosto 1942), è stata una scultrice austriaca.

## Vita e opere
I genitori di Ilse Twardowski-Conrat erano il mercante ebreo Hugo Conrat (2 giugno 1845 - 22 marzo 1906) e sua moglie Ida (1857-1938). La sua famiglia si convertì alla fede evangelica nel 1882 e cambiò il suo nome da Cohn a Conrat. La sorella Erica Tietze-Conrat è stata la prima storica dell'arte laureata in Austria. Il botanico e microbiologo Ferdinand Cohn (1828-1898) era suo zio.
La casa dei suoi genitori era un punto d'incontro per gli artisti: qui ha incontrato artisti come Johannes Brahms, Ferruccio Busoni, Alexander von Zemlinsky, Fernand Khnopff e lo scultore Charles van der Stappen. Ha anche ricevuto la sua istruzione scolastica prima a casa. Nel 1896 frequenta un ginnasio femminile per ottenere la maturità, mentre frequenta lezioni private con Josef Breitner. Dal 1898 al 1901 fu a Bruxelles, dove fu formata da van der Stappen.
Dal 1897-1898 realizzò i primi progetti per un busto di Brahms (Museo di Johannes Brahms, Amburgo) e i busti ritrattistici dell'imperatrice Elisabetta (oggi Österreichische Galerie Belvedere), Theodor Gomperz, Alma Mahler-Werfel e Karl Wolfskehl.
Dal 1901 al 1905 partecipò a mostre internazionali a Monaco di Baviera, con la Secessione di Vienna e alla Biennale di Venezia (1905). Inoltre, ha ricevuto ordini per ritratti e tombe di Marie Boßhart-Demergel, famiglia Gerhardus, nel cimitero di Matzleinsdorf (1902) e di Brahms, cimitero centrale di Vienna, con la collaborazione dell'architetto di Bruxelles Victor Horta (1903).
Nel 1907 fu rappresentata in una mostra collettiva nella galleria Miethke (Vienna) e nel 1908 creò per suo zio il monumento in bronzo Il giardiniere nobilitante e una banca monumentale nel parco meridionale di Breslavia.
Dal 1910 è stata vicepresidente del Vereinigung bildender Künstlerinnen Österreichs (associazione delle artiste figurative austriache VBKÖ) e co-organizzatrice della mostra retrospettiva "L'arte della donna" (1910-1911 nella Secessione). Nello stesso anno sposò l'ufficiale prussiano Ernst August Dobrogast von Twardowski. Fino al 1914 viaggiò con lui in Oriente e in Europa e nel 1914 ottenne grande successo nell'Esposizione Annuale di Roma con la fontana a più figure della lavandaia (bronzo, luogo sconosciuto) acquistata dalla regina madre Margherita di Savoia. Nello stesso anno la coppia si trasferì a Monaco e nel 1917 realizzò la tomba della famiglia Twardowski (distrutta) nel cimitero degli Invalides a Berlino. La coppia ha avuto una figlia, Elisabeth Maria (Ivo) nata il 15 giugno 1920.
Dal 1917 lavorò per la manifattura di porcellane Allach, dove creò vasi, piccole sculture, figure di animali e caminetti. Inoltre acquisì come mecenate Ilse Leembruggen, figlia di Leopold von Lieben (1835-1915). Questo le ha permesso di creare figure e monumenti di grandi dimensioni. Le opere sono state esposte tra il 1918 e il 1934 in molte mostre a Monaco, Berlino, Amburgo, Londra e Parigi. Nel 1933 suo marito morì e dopo la presa del potere del nazismo nel 1935 fu espulsa dalla Reichskammer der bildenden Künste (Camera imperiale delle belle arti). Si rifugiò nell'emigrazione interna, distrusse numerosi lavori e si trasferì a Monaco-Waldtrudering. Quando fu deportata nel 1942, si suicidò.